# آلان ستيفيل
آلان ستيفيل (بالفرنسية: Alan Stivell )‏ (و. 1944  م) هو مغن مؤلف، وموزع (موسيقى)، من فرنسا، ولد في ريوم.

## التعليم
تعلم في Lycée Voltaire (Paris) ‏، وجامعة رين 2 - بروتاني العليا ‏، وجامعة باريس 3 - السوربون الجديدة، والمدرسة التطبيقية للدراسات العليا (باريس).

## معرض صور

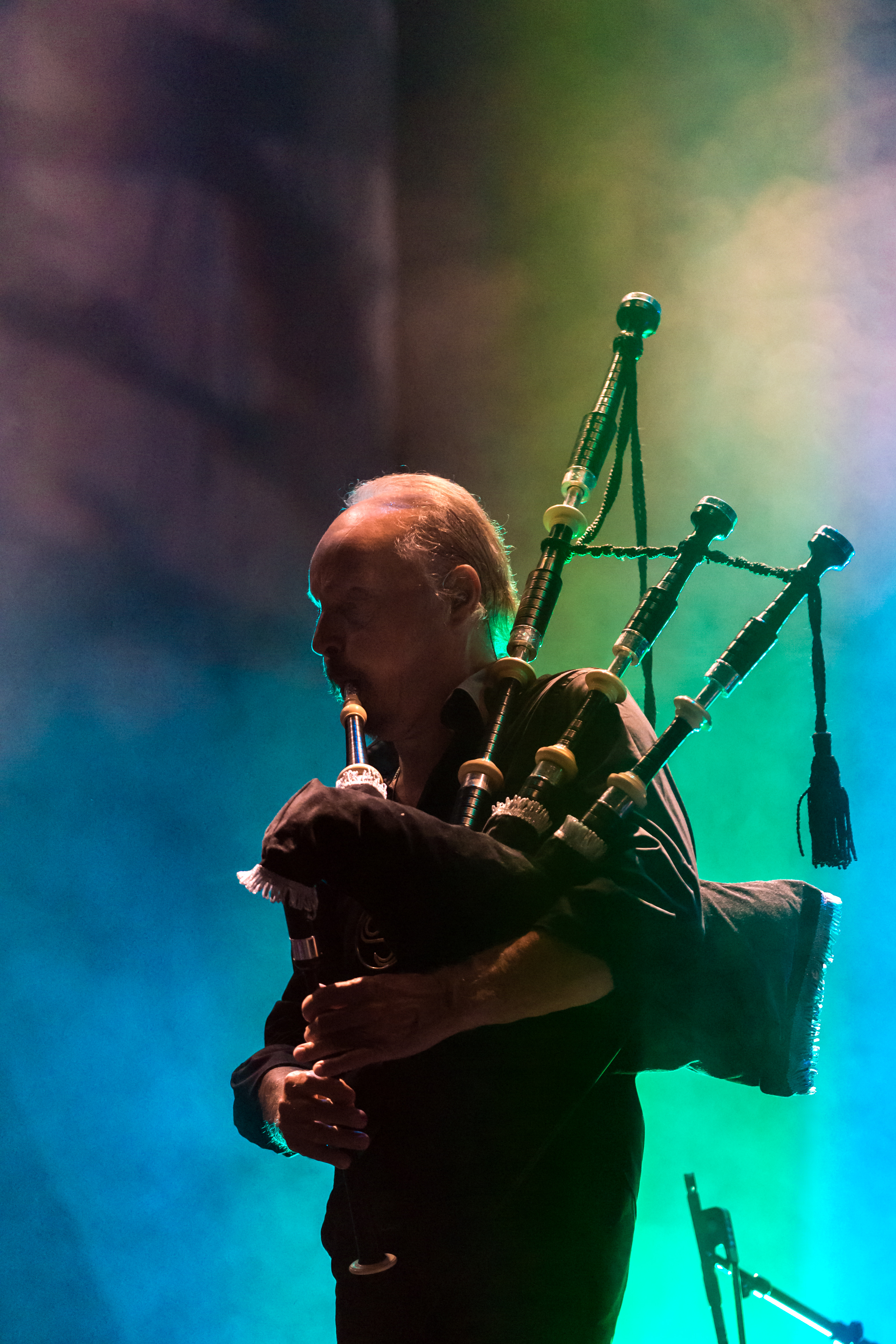
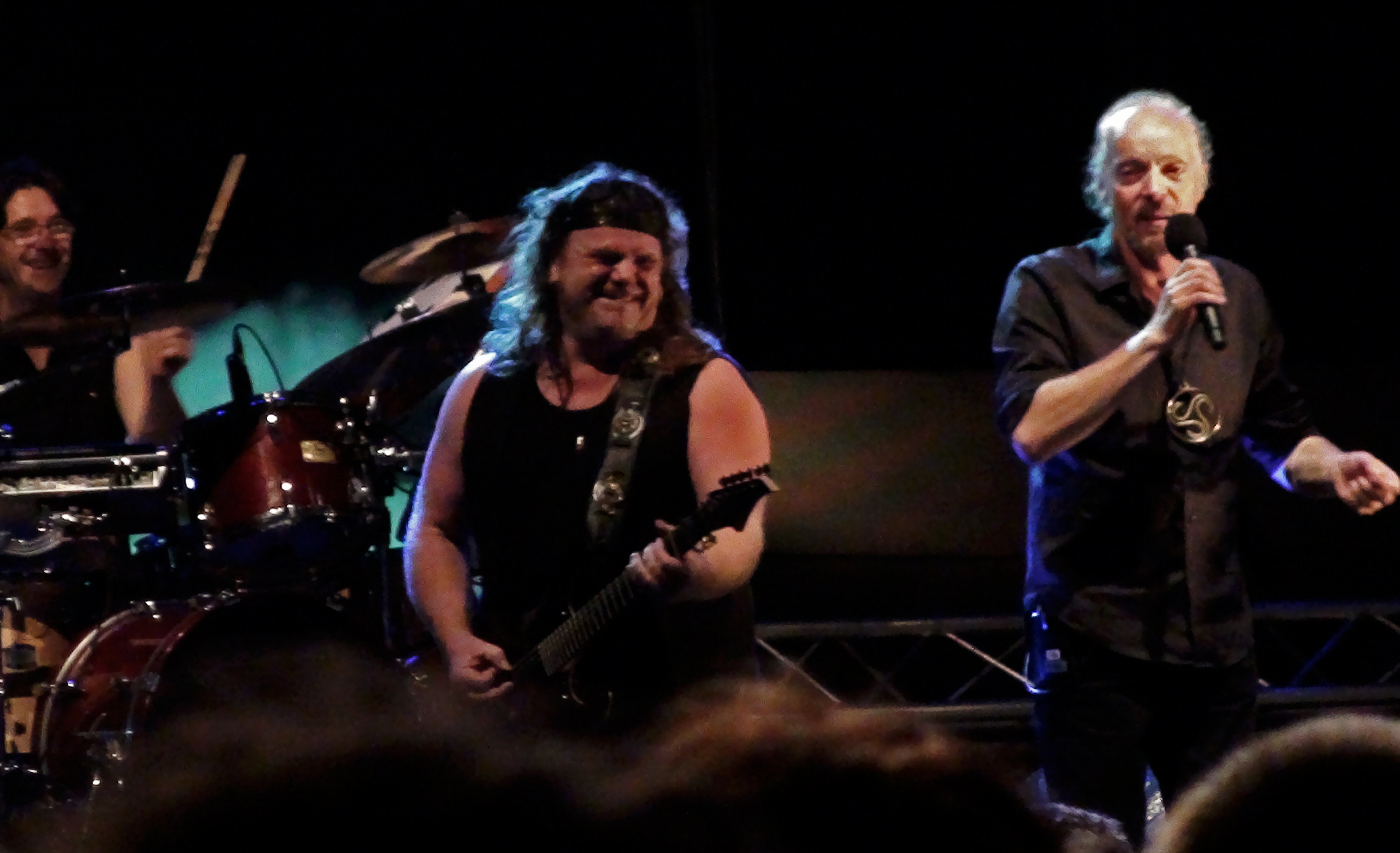
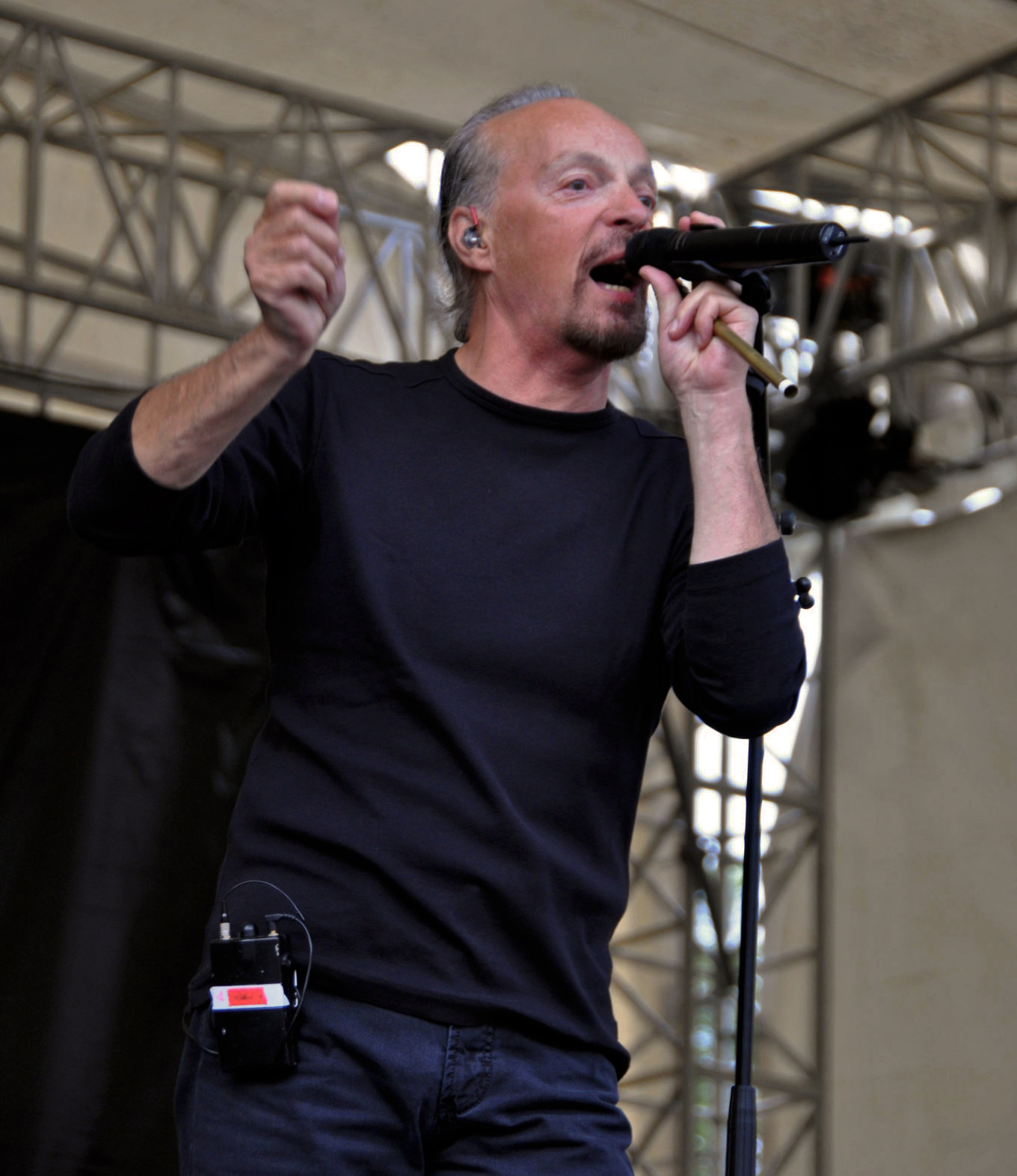
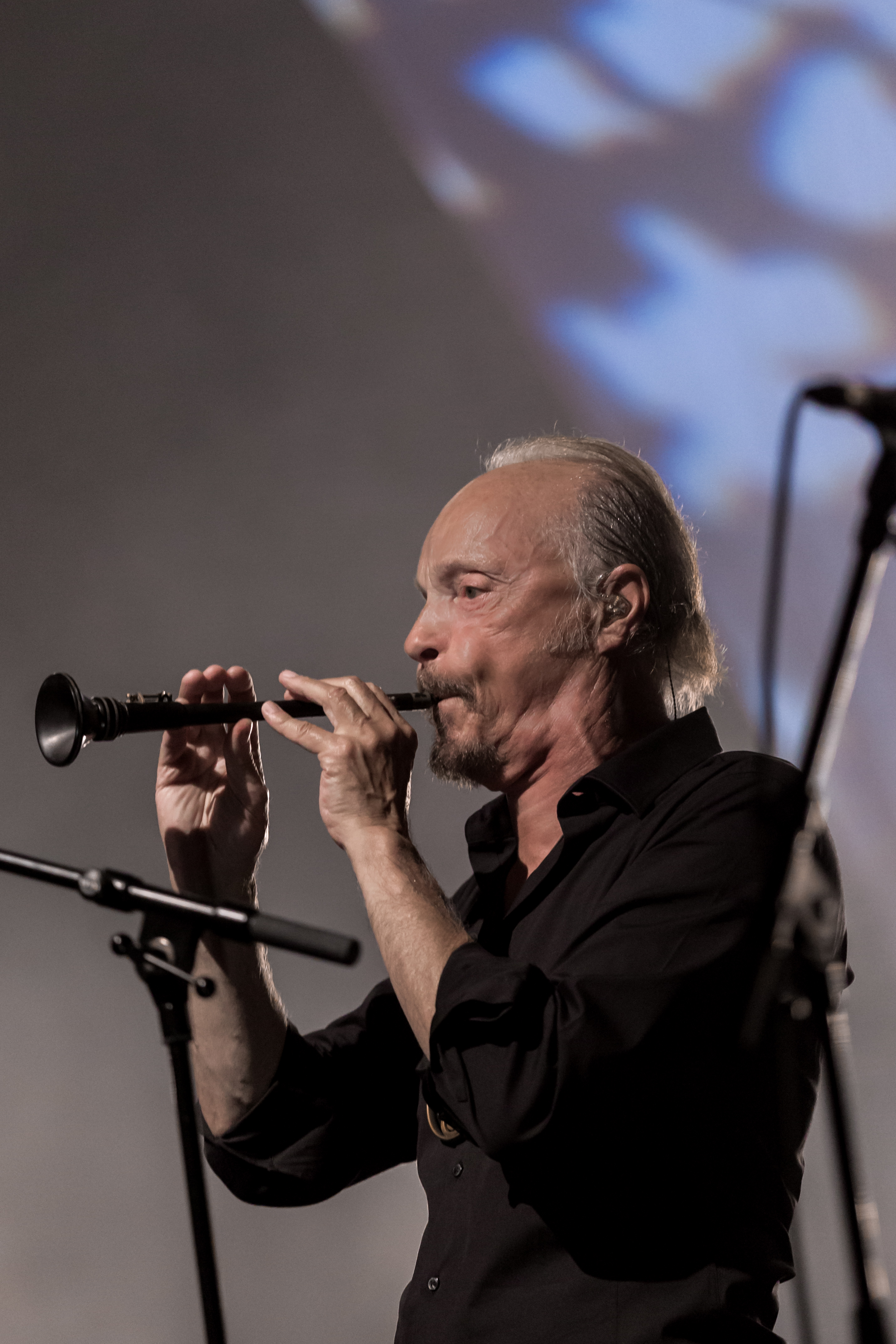
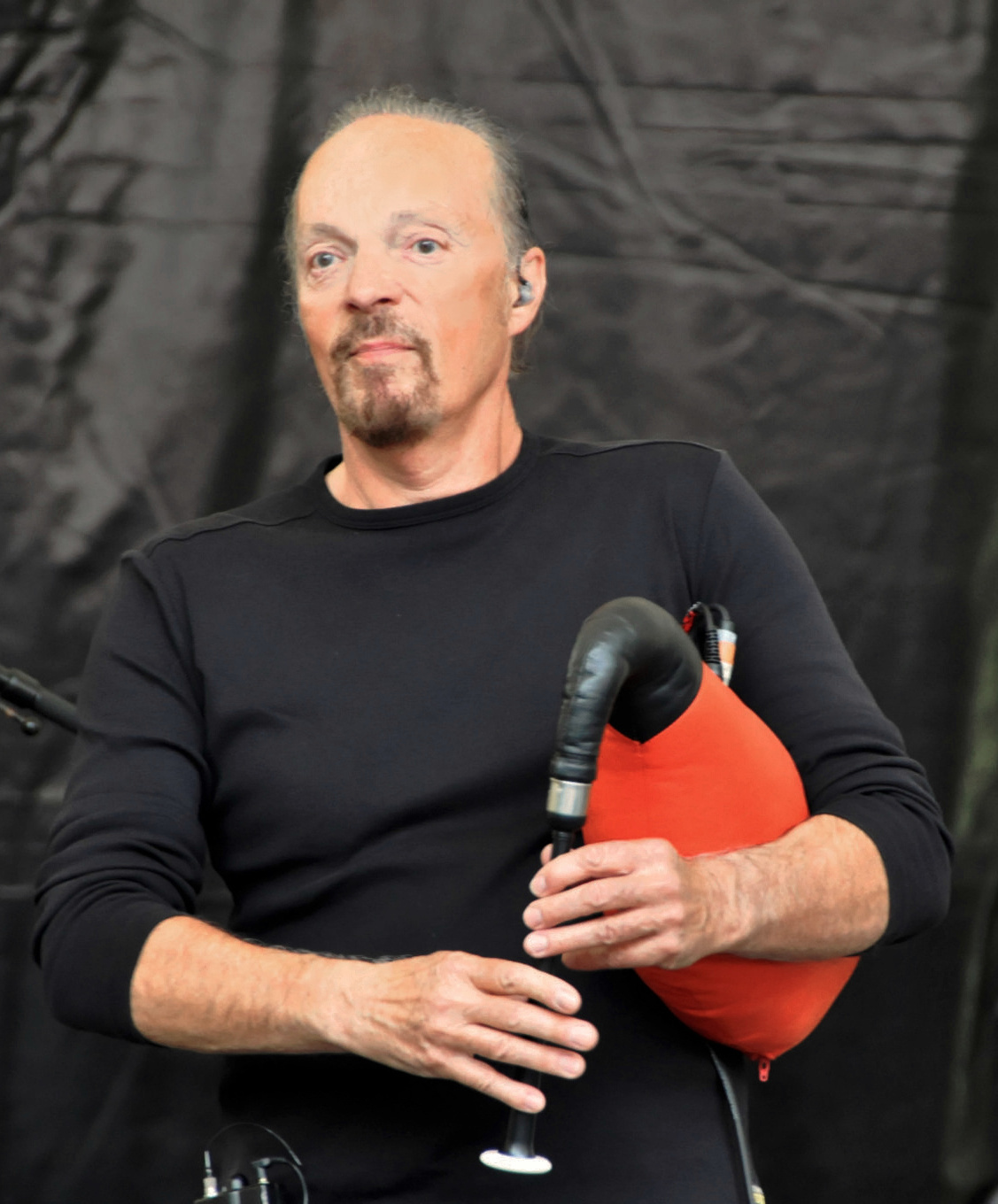
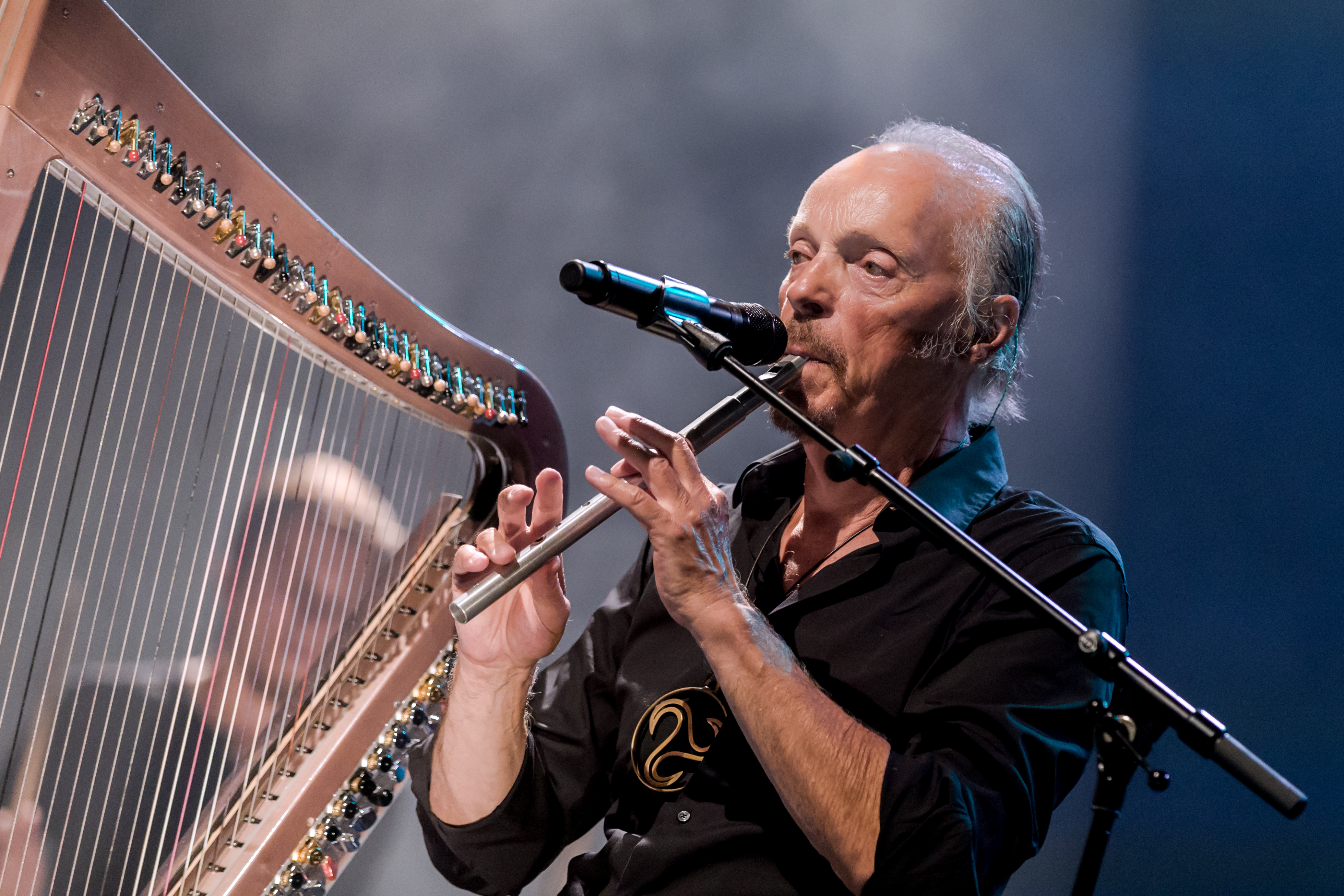

## جوائز
حصل على جوائز منها:
- قائد الفنون والآداب.

## وصلات خارجية
- آلان ستيفيل على موقع IMDb (الإنجليزية)
- آلان ستيفيل على موقع ألو سيني (الفرنسية)
- آلان ستيفيل على موقع ميوزك برينز (الإنجليزية)
- آلان ستيفيل على موقع إن إن دي بي (الإنجليزية)
- آلان ستيفيل على موقع أول ميوزيك (الإنجليزية)
- آلان ستيفيل على موقع ديسكوغز (الإنجليزية)
- آلان ستيفيل على موقع ديسكوغز (الإنجليزية)
- آلان ستيفيل على موقع قاعدة بيانات الفيلم (الإنجليزية)